# Afrikaspiele 2019/Ringen
Bei den Afrikaspielen 2019 wurden vom 28. bis zum 30. August 2019 in El Jadida, Marokko, insgesamt 18 Wettbewerbe im Ringen ausgetragen. Es gab sechs Wettbewerbe für Frauen und zwölf für Männer. Bei den Männern entfielen sechs Wettbewerbe auf den Freistil und sechs Wettbewerbe auf den Griechisch-römischen Stil. Bei den Frauen fanden sechs Wettbewerbe im Freistil statt.

## Medaillengewinner

### Männer Freistil
| Wettkampfklasse | Gold                   | Silber                    | Bronze                |
| --------------- | ---------------------- | ------------------------- | --------------------- |
| bis 57 kg       | Abdelhak Kherbache     | Ebikewenimo Welson        | Chakir Ansari         |
| bis 57 kg       | Abdelhak Kherbache     | Ebikewenimo Welson        | Gamal Mohamed         |
| bis 65 kg       | Amas Daniel            | Mbunde Cumba Mbali        | Amr Reda Hussen       |
| bis 65 kg       | Amas Daniel            | Mbunde Cumba Mbali        | Kaireddine Ben Telili |
| bis 74 kg       | Ogbonna John           | Samy Hamdy Rabie Moustafa | Maher Ghanmi          |
| bis 74 kg       | Ogbonna John           | Samy Hamdy Rabie Moustafa | Jean Bernard Diatta   |
| bis 86 kg       | Ayoub Barraj           | Fateh Benferdjallah       | Cedric Abossolo       |
| bis 86 kg       | Ayoub Barraj           | Fateh Benferdjallah       | Khaled El-Moatamadawi |
| bis 97 kg       | Hosam Mohamed Merghany | Soso Tamarau              | Aron Isomi Mbo        |
| bis 97 kg       | Hosam Mohamed Merghany | Soso Tamarau              | Mohammed Fardj        |
| bis 125 kg      | Khaled Omr Abdalla     | Sinivie Boltic            | Anas Lamkabber        |

### Männer Griechisch-Römisch
| Wettkampfklasse | Gold                     | Silber               | Bronze             |
| --------------- | ------------------------ | -------------------- | ------------------ |
| bis 60 kg       | Haithem Mahmoud          | Fouad Fajari         | Abdennour Laouni   |
| bis 67 kg       | Mohamed Ibrahim El-Sayed | Souleymen Nasr       | Abdelmalek Merabet |
| bis 77 kg       | Abdelkrim Ouakali        | Mohamed Zahab Khalil | Zied Ait Ouagram   |
| bis 87 kg       | Bachir Sid Azara         | Mohamed Missaoui     | Mohamed Metwally   |
| bis 87 kg       | Bachir Sid Azara         | Mohamed Missaoui     | Tochukwu Okeke     |
| bis 97 kg       | Adem Boudjemline         | Noureldin Hassan     | Aron Isomi Mbo     |
| bis 130 kg      | Abdellatif Mohamed       | Amine Guennichi      | Hamza Haloui       |

### Frauen Freistil
| Wettkampfklasse | Gold               | Silber                  | Bronze                 |
| --------------- | ------------------ | ----------------------- | ---------------------- |
| bis 50 kg       | Mercy Genesis      | Sarra Hamdi             | N'de Caroline Yapi     |
| bis 50 kg       | Mercy Genesis      | Sarra Hamdi             | Ibtissem Doudou *      |
| bis 53 kg       | Joseph Essombe     | Bose Samuel             | Faten Hammami          |
| bis 57 kg       | Odunayo Adekuoroye | Eman Essam Guda Ebrahim | Noëlle Mbouma          |
| bis 57 kg       | Odunayo Adekuoroye | Eman Essam Guda Ebrahim | Siwar Bousetta         |
| bis 62 kg       | Aminat Adeniyi     | Berthe Etane Ngolle     | Fatoumata Yarie Camara |
| bis 68 kg       | Blessing Oborududu | Anta Sambou             | Blandine Nyeh Ngiri    |
| bis 68 kg       | Blessing Oborududu | Anta Sambou             | Samar Amer             |
| bis 76 kg       | Blessing Onyebuchi | Amy Youin               | Mona Reda Ahmed        |